# Aethionema demirizii
Aethionema demirizii är en korsblommig växtart som beskrevs av Peter Hadland Davis och Ian Charleson Hedge. Aethionema demirizii ingår i släktet Aethionema och familjen korsblommiga växter. Inga underarter finns listade i Catalogue of Life.